# Fredrik Bajer
Fredrik Bajer (Dánia, 1837. április 21. – Koppenhága, 1922. január 22.) dán író, politikus, pacifista, 1908-ban Klas Pontus Arnoldsonnal együtt kapta meg a Nobel-békedíjat.

## Élete
Pályafutását a dán hadseregben kezdte, az 1864-es dán-porosz háború után leszerelték. Koppenhágába ment, ahol tanárként helyezkedett el, és bekapcsolódott a békemozgalomba. Harcolt a nők egyenjogúságáért és a skandináv együttműködésért, tevékenyen részt vett a békemozgalmakban is. 1871-ben megalapította a Dán Nőszövetséget, 1882-ben létrehozta a Szövetség Dánia Semlegességéért nevű szervezetet, amely 1885 után Dán Békeszövetség néven működött.
A dán parlament (Folketing) baloldali liberális tagjaként (1872–1895) támogatta a nemzetközi döntőbíráskodás ügyét, jelentős hatást gyakorolt a dán semlegességi politikára. Részt vett az első skandináv békekonferencián (1885.), nagy szerepe volt abban, hogy 1891-ben Bernben felállították a Nemzetközi Békeirodát, amelynek elnöki tisztét 1907-ig töltötte be.